# Brenda Starink
Brenda Starink (Rotterdam, 29 juli 1974) is een voormalig topzwemster uit Nederland, die namens haar vaderland tweemaal deelnam aan de Olympische Spelen: 'Atlanta' (1996) en 'Sydney' (2000). In beide gevallen werd de geboren Rotterdamse met de estafetteploeg voortijdig uitgeschakeld op de 4x100 meter wisselslag. Dat was ook het geval op haar enige individuele start, want op de 100 meter rugslag kwam Starink in Sydney niet verder dan de 34ste tijd (1.05,93).
In haar actieve tijd was ze aangesloten bij Vlaardingse Zwemclub (VZC).